# Montserrat Martín Moncusí
Montserrat Martín Moncusí (Montblanch, 26 de julio de 1966) es una arquera española.

## Trayectoria
Nació en una familia de Barbará que, en los años 60, emigró del pueblo para ir a trabajar a Barcelona. Su padre, ebanista de profesión, fue presidente de la Federación Catalana de Tiro con Arco entre 1985 y 1993. De muy joven, ella le acompañaba a practicar tiro con arco en las instalaciones municipales del Castillo de Montjuic. Muy pronto aventajó a su padre en el dominio de este deporte hasta convertirse en una gran especialista.
Fue campeona de España en la categoría infantil en 1980, y en categoría junior los años 1981,1982 y 1983. En la junior, consiguió su primer título absoluto en Castelldefels en 1983 en la modalidad 'indoor' y, posteriormente, cuatro títulos más en pista cubierta, en 1984 en Madrid, en 1985 en Linares, en 1986 en Alcoy y en 1989 en Gijón. También consiguió cinco títulos al aire libre, en 1985 en Huesca, en 1986 en Jerez de la Frontera, en 1987 en Alcalá de Henares, en 1988 en Zamora y en 1990 en San Javier, Murcia. 
Compitió en los Juegos Olímpicos de Los Ángeles 1984, en los Mundiales de 1983 también en Los Ángeles y de 1985 en Seúl, en los campeonatos europeos al aire libre de 1982 en Budapest, 1986 en Esmirna y 1990 en Barcelona. Asimismo, compitió en el campeonato europeo en pista cubierta de 1983 en Falun, Suecia, y formó parte de la selección española en Múnich en 1983, en Stuttgart en 1984, en Núremberg en 1985 y en Hannover en 1986. 
Se retiró en 1992, poco antes de los Juegos Olímpicos de Barcelona.

## Reconocimientos
Recibió la insignia de oro y brillantes de la Federación Española de Tiro con Arco.